# Arbeiter-und-Bauern-Rotarmisten
Die Arbeiter-und-Bauern-Rotarmisten (koreanisch 로농적위군) sind eine paramilitärische Organisation in Nordkorea.

## Geschichte
Die Organisation wurde am 14. Januar 1959 durch Kim Il-sung gegründet. Am 28. September 2010 wurde die Organisation auf Beschluss der Parteikonferenz der Partei der Arbeit Koreas 2010 von Arbeiter-und-Bauern-Rotgardisten in Arbeiter-und-Bauern-Rotarmisten umbenannt.
Zum 55. Jahrestag des Bestehens 2014 wurde eine Reihe von Briefmarken herausgebracht.

## Organisation

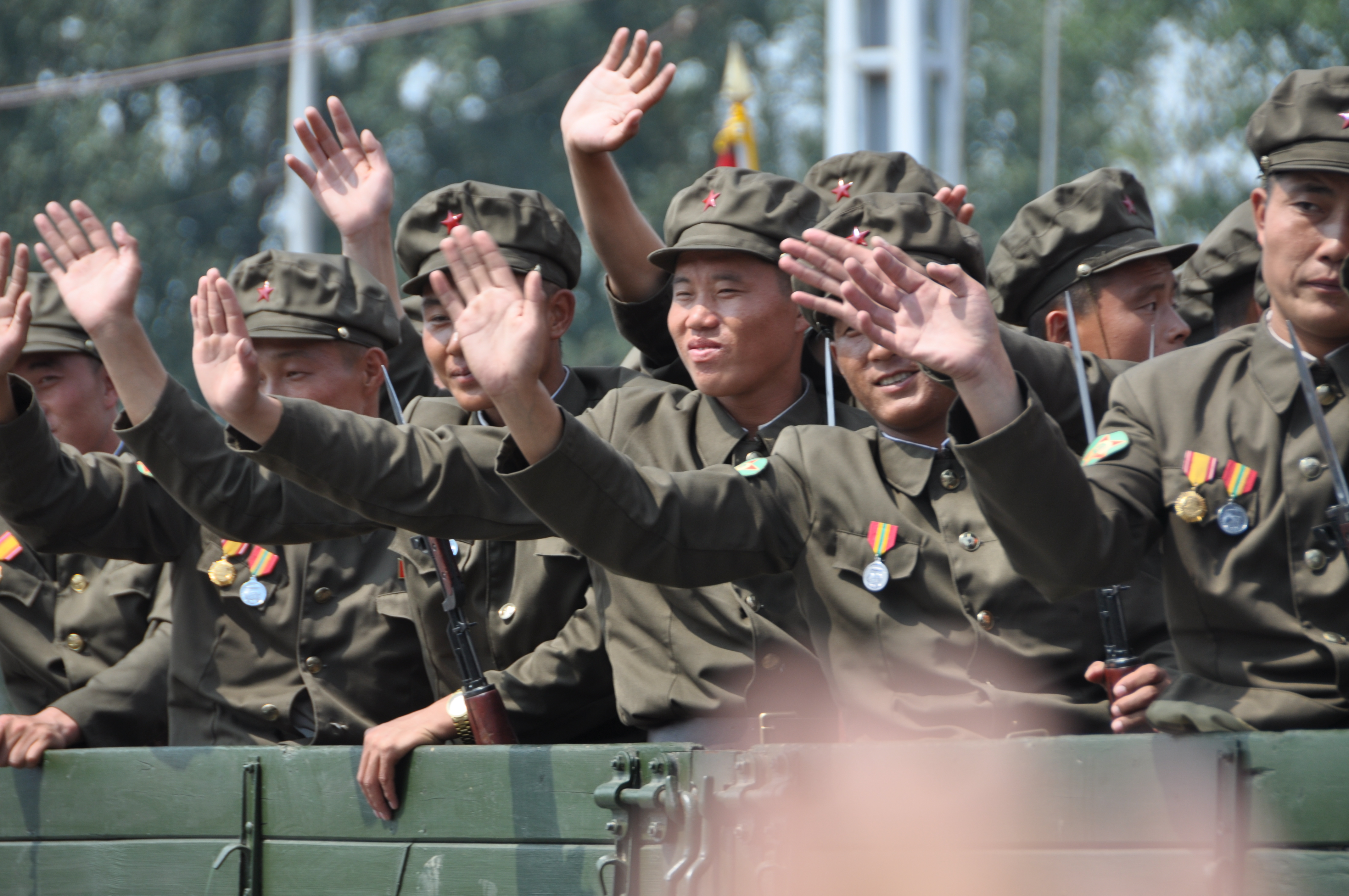
Mitglieder der Rotgardisten

Die Arbeiter-und-Bauern-Rotgardisten unterstehen nicht der Koreanischen Volksarmee, sondern dem Komitee für Staatsangelegenheiten der DVRK (bis 29. Juni 2016 als Nationale Verteidigungskommission bekannt) und dem Ministerium für Volksstreitkräfte. Die Organisation gliedert sich nach den Provinzen und Städten bzw. Dörfern in Nordkorea. Neben den bewaffneten Gruppen gibt es auch unbewaffnete, u. a. für die Logistik. Sie ähneln in ihren Aufgaben den Kampfgruppen der Arbeiterklasse in der DDR und der Volksmiliz in der Tschechoslowakei.

### Mitglieder
Es ist die größte zivile bewaffnete Einheit des Landes mit über 5,7 Millionen Mitgliedern. Die Organisation steht Männern im Alter zwischen 17 und 60 Jahren, Frauen zwischen 17 und 30 Jahren offen. Sie müssen sich zur Sŏn’gun-Politik („Militär zuerst“), Kim Il-sung, Kim Jong-il und Kim Jong-un sowie dem Sozialismus bekennen.

## Aufstellung
Es gibt Brigaden, Bataillone, Kompanien und Platoone.

## Waffen und Fahrzeuge
Die Mitglieder verfügen meist über leichtere Waffen als die der KVA. Als Fahrzeuge gibt es z. B. Katjuscha und Motorräder der Marke Ural von Irbitski Motozikletny Sawod.